# Puente de Kírov
El puente de Kírov es un puente ubicado en el centro de la ciudad bielorrusa de Vítebsk. Se despliega a través del río Daugava. Su longitud es de 236 metros.